# 山室直儀
山室 直儀（やまむろ ただよし）是日本的動畫師。Shindo Productions（進藤プロダクション）出身，東映動畫所属。1984年開始在改編鳥山明漫畫的電視動畫《怪博士與機器娃娃》中從事動畫師工作，師傅是進藤滿尾（代表作:小甜甜），山室是進藤滿尾所帶領的近一百名的學生之中著名學生之一。

## 來歷
山室來自日本的神奈川小田原市，畢業於武藏野美術大學的設計系。在年輕時擔任過許多動畫片的作畫監督。在2015年4月18日上映的動畫電影《七龍珠Z 復活的「F」》中負責人物設定和首次擔任導演，這部作品獲得“第39屆日本奧斯卡優秀動畫作品賞”。 
小時候在少林寺習武，程度為少林寺拳法四段，因此喜歡動作類的作品。當《七龍珠》開始時覺得「太棒了!!」(笑)。1984年被聘為進藤滿尾在1981年創立的Shindo Productions成員，以「細緻」「流暢」「銳利」的動畫為主要特色，之後很快地被東映動畫公司雇用製作鳥山明原作系列改編的動畫。山室因為改編鳥山明的連載漫畫《怪博士與機器娃娃》（《週刊少年Jump》1981年到1986年）的電視動畫而聞名。之後也參加1985年《天使之卵》和1986年《天空之城》的劇場版動畫作品。他的代表作有：《航海王》(作畫監督)、《冒險王畢特》(人物設定、作畫監督)。
在電視動畫《怪博士與機器娃娃》之後，他繼續為鳥山明原作有關的《七龍珠》《七龍珠Z》《七龍珠GT》《怪博士與機器娃娃》（數位重製版）製作，他的高水準的作畫受到矚目。
1991年他繼承進藤滿尾的作畫監督。當時山室和志田直俊、中鶴勝祥、佐藤正樹四人成為七龍珠動畫系列在重要關鍵時刻動員的動畫師。
1993年前田實離開後，森下孝三請山室直儀和中鶴勝祥共同分擔《七龍珠》接下來的電視版、電影版的登場人物設定和作畫監督，直至1997年《七龍珠GT》結束。
1993年，山室直儀離開了Shindo Productions，留在東映動畫工作至今。
之後鳥山明作品《七龍珠》系列DVD版的封面圖由山室直儀包辦，後續參與《航海王》和《數碼寶貝》系列，同樣表現高作畫的水準。

## 七龍珠超
山室直儀在早期是一位受到東映動畫公司的高層重用與優秀的動畫師，然而在2015年參與製作電視動畫節目《七龍珠超》後，山室受世界的動畫師和七龍珠粉絲的批評。動畫師龜田祥倫也在Twitter上表示「前田実さん時代の柔らかい絵柄にしてくれ...」“ドラゴンボール どしちゃった、”並表示對他非常失望。
- 2015年10月29日，林田師博提到[7]:
  - 「我們收到的反應都太過於誇張。有些人只剪了一部分看起來較差的畫面放上網，然後就談論整套作品，我覺得不能只憑一小部分就去批評整套作品。負責那些鏡頭畫面的職員都是剛開始在這個行業不久的新人，這意味著他們的技術仍然不斷進步。無論如何，他們都是很好的動畫師。」

- 2015年11月23日，回答電視節目動畫《七龍珠超》的第五話（由館直樹擔任作畫監督，但實際擔任原畫及動畫的動畫師未公開）有明顯作畫崩壞的情況。山室直儀回答[8]
  - 「這是一段正在動的連續畫面，有些觀眾會把動畫的中間圖畫截圖發上網，應該看整個動作過程。」
  - 「我們經常被要求在短時間內完成3500張畫，時間很緊迫，最後還要經過檢查。」

- 2017年11月3日，日本東映動畫公司的地岡公俊先生[9]
  - 「在電視動畫開始之初，我們和一些年輕的動畫師合作，但是因為缺乏實務經驗，對工作較生疏的求學的學生，因為時間的關係沒有修正，最後作品直接反映在畫面上。隨著時間推移，我們也一直設法改善這些情況，包含招聘更多的動畫師。但是我們希望栽培這些年輕的動畫師所以沒有打算將學習研修生淘汰，他們也努力追求進步，儘管仍然跟不上其他資深的動畫師的步伐。」

- 2019年11月24日，山室接受法國的動畫雜誌AnimeLand#229的採訪中回顧自己的職業生涯。山室直儀[4]。
  - 最快樂的回憶是2015年上映的電影動畫《七龍珠Z 復活的「F」》因為這是初次擔任導演的作品
  - 最糟糕的回憶是被2018年上映的電影動畫《七龍珠超 布羅利》排除在外。
  - 他提到井手武生是一名一直站在自己身邊的人。

## 作品

### 電視動畫
1986年
- 怪博士與機器娃娃（動畫）
- 七龍珠（原畫、動畫）

1987年
- 假面忍者 赤影（原畫）

1988年
- 魔神英雄傳（原畫）
- 妙手小廚師（原畫）

1989年
- 七龍珠Z（作畫監督、原畫）
- 亂馬1/2 熱闘編（原畫）

1994年
- 花より男子（原畫）

1996年
- 七龍珠GT（總作畫監督、作畫監督、原畫）

1997年
- 怪博士與機器娃娃（人物設定、作畫監督、OP與ED）

1999年
- ONE PIECE（作畫監督、原畫）

2001年
- 數碼寶貝馴獸師之王（作畫監督、原畫）

2002年
- 數碼寶貝無限地帶（總作畫監督、作畫監督、原畫）

2003年
- 魔法少年賈修（作畫監督、原畫）

2004年
- 冒險王畢特（總作畫監督、人物設定、原畫）

2005年
- BLOOD+（原畫）
- 冒險王畢特EX（總作畫監督、人物設定）

2006年
- 神樣家族（原畫）
- 數碼寶貝拯救隊（原畫、OP第二期作畫）
- 光之美少女Splash Star（原畫、OP第二期作畫）

2007年
- Yes! 光之美少女5（原畫）
- 史上最強弟子兼一（原畫）
- はたらキッズ マイハム組（人物設定）

2008年
- Casshern Sins（作画監督、原畫）
- 鬼太郎（人物設定、總作畫監督、作畫監督、原畫）
- ねぎぼうずのあさたろう（作畫監督、原畫）

2009年
- 七龍珠改（OP與ED一人原畫）

2011年
- 美食獵人（作畫監督、原畫）

2012年
- 探險托里蘭托（原畫）

2013年
- ONE PIECE エピソードオブメリー 〜もうひとりの仲間の物語〜（原畫）

2014年
- 天雷爭霸：復仇者聯盟（人物設定）

2015年
- 七龍珠超（人物設定、作畫監修、分鏡、總作畫監督、作畫監督、原畫、第一期OP原畫，ED1,2,3,4,5,8,10,11的一人原畫）

### 電影動畫
1984年
- Dr.スランプ アラレちゃん ほよよ!ナナバ城の秘宝（動畫）

1985年
- Dr.スランプ アラレちゃん ほよよ!夢の都メカポリス（動畫）

1986年
- うる星やつら4 ラム・ザ・フォーエバー（動畫）
- 天空之城（動畫協力）
- 北斗神拳（動畫）

1988年
- 七龍珠 摩訶不思議大冒險（原畫）

1990年
- 七龍珠Z 世界上最強的人（原畫）
- 七龍珠Z 地球超級大決戰（原畫）

1991年
- とべ!くじらのピーク（原畫）
- 七龍珠Z 超級賽亞人孫悟空（原畫）
- 七龍珠Z 最強對最強（原畫）

1993年
- 七龍珠Z 燃燒!熱戰・烈戰・超激戰（作畫監督、人物設定）
- 七龍珠Z 銀河面臨危機!!身手不凡的高手（作畫監督、原畫、人物設定）

1994年
- 七龍珠Z 危險雙人組!!超戰士難以入眠（作畫監督、原畫、人物設定）
- 七龍珠Z 超戰士擊破!!我是勝利的人（作畫監督、原畫、人物設定）

1995年
- 七龍珠Z 復活融合!!悟空與達爾（作畫監督、原畫、人物設定）
- 七龍珠Z 龍拳爆發!!悟空捨我其誰（作畫監督、原畫、人物設定）

1996年
- 七龍珠 邁向最強的道路（作畫監督、原畫、人物設定）

2000年
- 數碼寶貝大冒險02 前篇 暴龍旋風登陸!!／後篇 超絕進化!!黃金的數碼裝甲（原畫）

2001年
- 數碼寶貝馴獸師之王 冒險者之戰鬥（作畫監督、原畫）

2002年
- 數碼寶貝無限地帶 古代聖獸復活!!（作畫監督、原畫）

2004年
- 聖鬥士星矢 天界篇 序奏～overture～（原畫）
- ONE PIECE 被詛咒的聖劍（原畫）

2005年
- 劇場版 光之美少女 Max Heart（原畫）
- 劇場版 魔法少年賈修：機械巴爾漢來襲（總作畫監督、人物設定）

2006年
- 數碼寶貝拯救隊 劇場版 究極力量!爆裂模式發動!!（作畫監督、原畫）

2007年
- ONE PIECE 阿拉巴斯坦戰記 沙漠王女與海賊們（ENDING動畫）
- Dr.マシリト アバレちゃん（作畫監督）

2008年
- Yes!プリキュア5GoGo! お菓子の国のハッピーバースディ♪（原畫）

2009年
- ONE PIECE FILM 強者天下（作畫監督補佐、原畫）

2011年
- トリコ3D 開幕!グルメアドベンチャー（人物設定、作畫監督、原畫）
- 手塚治虫のブッダ -赤い砂漠よ!美しく- （分鏡、作畫監督、原畫）
- 映画 スイートプリキュア♪ とりもどせ! 心がつなぐ奇跡のメロディ♪（原畫）
- プリキュアオールスターズDX3 未来にとどけ！世界をつなぐ☆虹色の花（原畫）

2012年
- 航海王電影：Z（原畫）
- 映画スマイルプリキュア！絵本の中はみんなチグハグ！（原畫）

2013年
- 七龍珠Z劇場版：神與神（分鏡、動畫人物設定、總作畫監督、原畫）
- 美食獵人 & ONE PIECE & 七龍珠Z 超夢幻合作特別篇！！（人物設定[注 1]、總作畫監督[注 2]）
- Bayonetta: Bloody Fate（動畫製作）

2014年
- BUDDHA2 手塚治虫のブッダ -終わりなき旅-（分鏡、原畫）

2015年
- 七龍珠Z 復活的「F」（導演、分鏡、動畫人物設定、作畫監督）

### OVA及ONA
- 七龍珠 超級賽亞人毀滅計畫（人物設定、作畫監督）
- DRAGONBALL オッス!帰ってきた孫悟空と仲間たち!!（人物設定、作畫監督、原畫）
- 七龍珠 巴達克之章（原畫）
- ドラゴンボールZ 復活の「F」土曜プレミアム "未来"トランクス特別編（人物設定、作畫監督、原畫）
- 天使之卵（動畫）
- Go! Go! Ackman（原畫）
- 超七龍珠群雄（人物設定、分鏡、總作畫監督、作畫監督）

### 電腦遊戲
- 超時空之鑰（動畫人物設定、作畫監督）
- 怪博士與機器娃娃（人物設定）

## 漫畫
- 怪博士與機器娃娃（作畫、1997年‐2000年）

## 電視
- 1993年6月在富士電視台節目「ウゴウゴルーガ」露面。

## 腳註

### 來源
1. ↑  《DRAGONBALL　金色の戦士》 ISBN 978-4-8342-8413-3
2. ↑  アニメージュ1984年12月号より
3. 1 2  吉倉英雄編「あのころのDB 《ドラゴンボールZ》キャラクターデザイン山室直儀インタビュー」《DRAGON BALL アニメイラスト集 金色の戦士》集英社〈ジャンプ・コミックス〉、2009年4月16日、ISBN 978-4-8342-8413-3、50-51頁。
4. 1 2  .   [2020-03-19]. （原始内容存档于2020-03-19）.
5. ↑  https://twitter.com/59033ihcimihsoy （页面存档备份，存于） 亀田祥倫
6. ↑  .   [2019-03-19]. （原始内容存档于2020-02-24）.
7. ↑  2015年10月29日，山室直儀與林田師博在Barcelona（巴塞隆納）採訪
8. ↑  Mision Tokyo. . 2015年11月23日. （原始内容存档于2020年5月24日）.
9. ↑  Mision Tokyo. . Sigue el XXIII Salón del Manga en directo con Mmisiontokyo. 2017年11月3日. （原始内容存档于2020年5月24日）.